# Hegelianizmus
A hegelianizmus filozófiai irányzatát Georg Wilhelm Friedrich Hegel teremtette meg. Eszerint minden létező egyértelműen kategorizálható. Hegel fő célja az volt, hogy a valóságot a transzcendens idealizmus szerint ossza kategóriákra.
Filozófiájának lényeges módszere volt egy logikai újítás, a hegeli dialektika: bármely fejlődés tézisek és antitézisek összeütközéséből áll, az összeütközések eredménye a szintézis, amely mind a tézis, mind az antitézis előnyeit magában foglalja. (A tézis-antitézis-szintézis hármasságát hegeli triásznak is szokták nevezni.) Ezek után a most létrejött szintézis tézisként viselkedik egy újabb antitézissel szemben, és ezekből létrejön egy újabb szintézis, és így tovább.

## Fordítás
Ez a szócikk részben vagy egészben  a   Hegelianism című angol Wikipédia-szócikk fordításán alapul.  Az eredeti cikk szerkesztőit annak laptörténete sorolja fel. Ez a jelzés csupán a megfogalmazás eredetét és a szerzői jogokat jelzi, nem szolgál a cikkben szereplő információk forrásmegjelöléseként.